# Dogxung Zangbo
Dogxung Zangbo (kinesiska: Duoxiong Zangbu, 多雄藏布) är ett vattendrag i Kina. Det ligger i den autonoma regionen Tibet, i den sydvästra delen av landet, omkring 310 kilometer väster om regionhuvudstaden Lhasa.
Genomsnittlig årsnederbörd är 740 millimeter. Den regnigaste månaden är juli, med i genomsnitt 288 mm nederbörd, och den torraste är mars, med 1 mm nederbörd.